# Битва при Монтемурло
Битва при Монтемурло (ит. Battaglia di Montemurlo) произошла 1 или 2 августа 1537 года близ тосканской деревни Монтемурло между сторонниками Козимо I Медичи, герцога Флоренции, и изгнанниками-республиканцами, противниками захвата власти Медичи, во главе с Баччо Валори и Филиппо Строцци, также являвшимися профранцузами.
Валори и Строцци собрали свои войска в крепости Монтемурло, ожидая благоприятного момента для нападения на Флоренцию, находящуюся примерно в тридцати километрах от нее. Солдаты Козимо Медичи, около десяти тысяч рыцарей, пехота и испанские и немецкие наемники, полученные благодаря поддержке императора Священной Римской империи Карла V, подошли до Монтемурло и под предводительством Алессандро Вителли и Пирро Колонна выстроились вокруг крепости. Несмотря на применение артиллерии, осажденные, составлявшие значительное меньшинство, сдались, когда одни из ворот были подожжены, что вскоре привело к огню в помещениях и во дворе крепости.
Руководители также сдались, затем были перевезены во Флоренцию и заключены в тюрьму. Баччо Валори, его сын Филиппо и племянник были обезглавлены в Барджелло; Филиппо Строцци, очевидно, покончил с собой в своей камере. После битвы кровавая месть Козимо всем, кто выступал против правления Медичи, фактически положила конец организованной оппозиции его семье во Флоренции. Победа привела к решению императора Карла V официально признать Козимо герцогом Флоренции 30 сентября 1537 года.